# Парламентарни избори в България (1903)
Парламентарните избори за XIII обикновено народно събрание в Княжество България са проведени на 19 октомври 1903 г. Спечелени са от Народната партия с мнозинство в Народното събрание. Независимият Рачо Петров е назначен за министър-председател и сформира кабинет с членове на Народнолибералната партия, която от своя страна заема само осем места.
Избрани са 169 народни представители при активност от 41,2%.